# Komary (Gdańsk)
Komary (kaszb. Kòmarë, niem. Schnakenburg ) – część miasta Gdańska (dawna wieś rybacka) w Gdańsku, na Wyspie Sobieszewskiej.
Komary zostały przyłączone wraz z całą Wyspą Sobieszewską w granice administracyjne miasta 1 stycznia 1973. Należą do okręgu historycznego Niziny.
W kierunku północnym (w odległości 1 km), za Lasem Mierzei, znajduje się piaszczysta plaża. Do końca XIX wieku występował wewnętrzny podział miejscowości na Małe Komary i Wielkie Komary.
Komary położone są przy drodze wojewódzkiej nr 501. Połączenie z centrum miasta umożliwiają autobusy komunikacji miejskiej (linia nr 112).